# Notiobia quadricollis
Notiobia (Anisotarsus) quadricollis – gatunek chrząszcza z rodziny biegaczowatych i podrodziny Harpalinae.

## Taksonomia
Gatunek opisany został w 1878 roku przez Maximiliena Chaudoira jako Diaphoromerus quadricollis.

## Opis
Ciało długości 8,2 mm, umiarkowanie wypukłe, czarne z pierwszym członem czułków rudym, bez metalicznego połysku, ogólnie gładkie i bezwłose, o mikrorzeźbie izodiametrycznej. Głowa na wysokości oczu węższa od wierzchołka przedplecza, z przodu płaska, a z tyłu nieco wypukła. Przedostatni człon głaszczków wargowych z 2 długimi i 6 krótkimi szczecinkami na przedniej krawędzi. Przedplecze silnie poprzeczne o bokach niezafalowanych, zbiegających się ku podstawie. Wierzchołek prosty, a boczne zagłębienia rozszerzone ku tyłowi. Przednie kąty umiarkowanie rozwinięte, tępe, a tylne silnie rozwinięte, prawie wielokątne. Dołki przypodstawowe głębokie, umiarkowanie szerokie i silnie punktowane. Episternity zatułowia dłuższe niż szerokie. Pokrywy najszersze około połowy długości, o ramionach kanciastych i z ząbkiem, przedwierzchołkowym zafalowaniu umiarkowanym, rzędach przytarczkowych obecnych, międzyrzędach płaskich i niepunktowanych, a międzyrzędzie 3 z uszczecinioną punktacją za środkiem.

## Występowanie
Gatunek ten występuje w kontynentalnej Australii i na nowozelandzkiej Wyspie Północnej.